# Аеродром Новосибирск
Међународни аеродром Новосибирск-Толмачево (: , : ) (рус. Международный аэропорт Толмачёво) је аеродром која обслужује Новосибирск, Русија. Аеродром се налази у Об, 16 km западно од центра Новосибирск, трећа највећа град у Русији. Авио-операције су почели 12. јула 1957 са први путнички лет до Москва авионом Тупољев Ту-104. Власнике аеродрома су били Уједињено Толмачево Авијације Предузеће и Министарство за Цивилни Авијације за СССР до 1992, затим је постала акционарско друштво 1995, са 51% са државом.
Постоји писта од дуг 3.600 метара на аеродрому и још једну је у фази конструкције, заједно са две путнички терминали, један карго терминал и 61 месте за паркирање авиона. Међународни терминал је била реновиран 1997.
Кроз аеродром је 2007. прошло више од 1,87 милиона путника.

## Авио-компаније и дестинације
Следеће авио-компаније користе Аеродром Новосибирск (од априла 2008):
- Аерофлот (Москва-Шереметјево)
- Армавија (Јереван)
- Владивосток авија (Краснодар)
- Далавија (Кијев-Бориспил)
- ЕрЈунион (Краснодар, Мирни, Ростов-на-Дону)
- Интеравија ерлајнс (Баку, Бишкек, Радужњи)
- Јакутија ерлајнс (Санкт Петербург)
- Киргизстан (Бишкек)
- Киргизстан ерлајнс (Бишкек)
- Росија (Пекинг, Санкт Петербург)
- С7 ерлајнс (Анапа, Анталија, Баку, Бангкок-Суварнабуми, Барселона, Бишкек [сезонски; почиње од 5. јуна 2008.], Бургас, Варна, Бладивосток, Дубаи, Душанбе, Иркутск, Јакутск, Јереван, Јужно-Сахалинск, Кијев-Бориспил [почиње од 20. јуна 2008.], Краснодар, Магдан, Москва-Домодедово, Норилск, Пекинг, Перм, Петропавловск-Камчатски, санкт Петербург, Сања, Сеул-Инчеон, Симферепољ, Сочи, Ташкент, Урумчи, Франкфурт, Хановер, Харбовск, Худгант, Чита)
- Самара ерлајнс (Иркутск)
- Сибавијатранс (Краснојарск, Норилск)
- Таџик ер (Душанбе)
- Трансаеро (Москва-Домодедово)
- Узбекистан ервејз (Ташкент)
- Хаинан ерлајнс (Пекинг)
- Чајна сатхерн ерлајнс (Урумчи)